# Ulica Kacza w Warszawie
Ulica Kacza – jedna z ulic warszawskiej Woli, biegnąca od ul. Wolność do ul. Okopowej.

## Historia
Ulica Kacza została wytyczona w 1770 roku, w rozwidleniu ulic Wolność i Żytniej, na gruntach należących wcześniej do zakonu brygidek. Jej koniec wyznaczały Okopy Lubomirskiego, biegnące wzdłuż obecnej ulicy Okopowej. Pierwsza zabudowa ulicy składała się wyłącznie z drewnianych domów; pierwsze oficyny murowane pojawiły się na Kaczej dopiero pod koniec XIX wieku. Właścicielami posesji przy ulicy byli głównie chrześcijanie, mimo iż niedaleko znajdowała się dzielnica żydowska; w 1914 roku na 22 parcele tylko jedna posiadała właściciela żydowskiego pochodzenia. Mieszkańcami Kaczej tamtego okresu byli ubodzy rzemieślnicy, robotnicy i handlarze.
Przełom wieków przyniósł budowę pierwszych wielopiętrowych kamienic, usytuowanych głównie przy końcowym odcinku ulicy.
Choć ich wysokość dochodziła do czterech kondygnacji, wystrój fasad był mało wyszukany.
Przy ulicy zlokalizowane były również obiekty fabryczne: pierwsze zabudowania o charakterze przemysłowym powstały dla działającego w okresie 1895–1935 warsztatu mechanicznego braci Bernat, wytwarzającego urządzenia dla browarów. Na tej samej posesji od lat dwudziestych działała Krajowa Wytwórnia Przewodników i Sznurów Telefonicznych, która w roku 1935 ustąpiła miejsca fabryce chemiczno-farmaceutycznej Towarzystwo Akcyjne "Franciszek Karpiński" z główną siedzibą przy ulicy Wolność; w roku 1936 zatwierdzono plan nadbudowy budynku przy Kaczej według projektu Józefa Napoleona Czerwińskiego.
Największa była jednak Fabryka Przewodników Elektrycznych wraz z Walcownią Metali Towarzystwa Przemysłowego "Kabel" S. A. założone w roku 1920 przy Kaczej 9/11; po piętnastu latach istnienia zatrudniały 350 osób. Poza nimi działało też kilka mniejszych firm: Fabryka Artykułów Elektrotechnicznych "Lukwar", Fabryka Kosmetyków i Perfumerii Towarzystwa "Casimi" oraz istniejąca od roku 1920 Wytwórnia Silników i Warsztaty Mechaniczne "Henryk Liefeldt i Stanisław Schiffner" z głównym adresem Wolność 5.
W 1939 roku ulica Kacza uniknęła zniszczeń; całą zabudowa została spalona podczas powstania warszawskiego.
Do końca XX wieku dotrwały przewidziane wcześniej do rozbiórki zabudowania fabryki "Kabel", rozbieranej etapami od lat osiemdziesiątych oraz kamienica Gnatkiewiczów z roku 1913 pod nr. 21.

## Pozostałe informacje
- Przy ulicy Kaczej 6 w 1897 roku urodził się Karol Świerczewski[1].